# Porchcrawler
Um porchcrawler ou porchclimb é um coquetel  feito principalmente de cerveja, vodka, gim e um adoçante (por exemplo, concentrado de limonada). Às vezes, também se incluí rum ou whiskey na bebida. O produto final é geralmente um punch carbonatado, altamente alcoólico, com um sabor frutado e uma cor rosa ou amarela clara. Normalmente é servido numa grande geleira (caixa térmica) com gelo e é especialmente popular entre os estudantes universitários norte-americanos.

## Variações
Uma variação, conhecida como Skip and Go Naked, é feita com Sprite e gim em vez de vodka. Quando feito com limonada rosa, é denominado Pink Panty Dropper.
Uma outra variação é chamada de ''Jungle Juice''.
Se feita com UV Azul e limonada rosa, a bebida parece levemente roxa, mas principalmente castanho (marrom) e é chamada de Dishwater.

Uma outra variação, a Lee Bowyer, batizada em homenagem ao ex-jogador de futebol profissional inglês, substitui a cerveja por alcopop de cor azul, como a Vodka Original WKD Azul, e tornou-se popular entre os alunos da Universidade de Exeter. Alternativamente, o Turbo-Shandy combina cerveja (geralmente lager) com um produto à base de limão (por exemplo Smirnoff Ice).